# Victoria Embankment

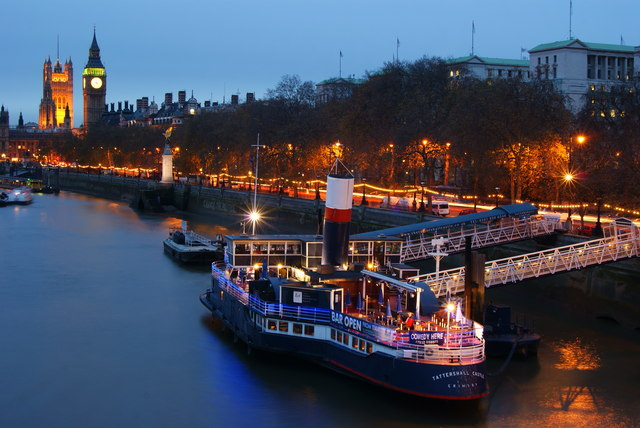
Fine del Victoria Embankment a Westminster e PS Tattershall Castle nel 2009.

Victoria Embankment (Argine Vittoria) è una parte del Thames Embankment, una strada e una via pedonale lungo la riva nord del Tamigi a Londra. Va dal Palazzo di Westminster al Blackfriars Bridge nella City of London.
Oltre ad essere un'importante arteria per il traffico stradale tra la City of Westminster e la City di Londra, si fa notare per la presenza di diversi monumenti, come il monumento alla battaglia d'Inghilterra, la nave d'epoca HMS President e i giardini pubblici Victoria Embankment Gardens.

## Storia

### Costruzione

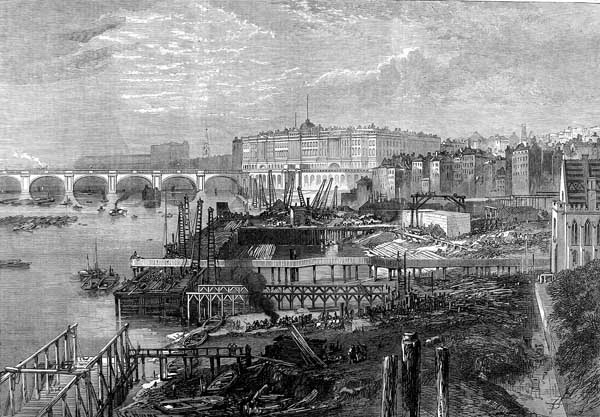
Victoria Embankment all'apoca della costruzione nel 1865.

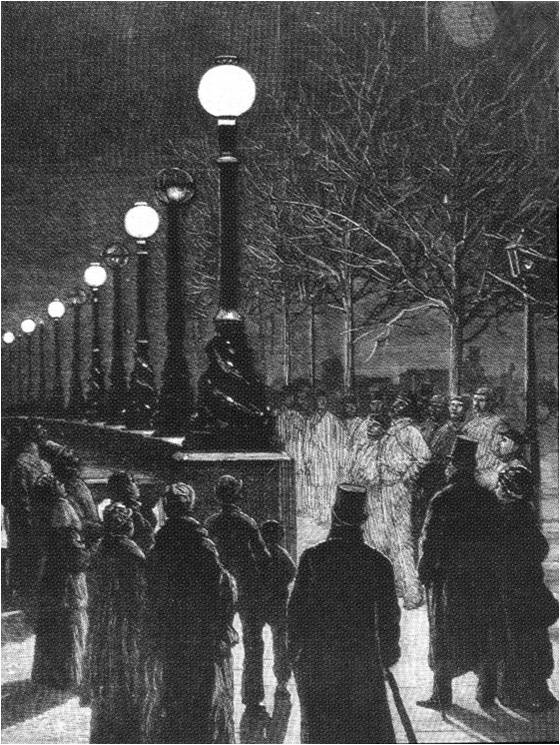
Illuminazione elettrica, realizzata da Yablochkov candle nel dicembre 1878.

La costruzione del Victoria Embankment iniziò nel 1865 e fu completata nel 1870 sotto la direzione di Joseph Bazalgette. Faceva parte di un triplice lavoro tendente a realizzare anche Albert Embankment, da Lambeth end del Westminster Bridge a Vauxhall e il Chelsea Embankment da Millbank a Cadogan Pier a Chelsea nei pressi di Battersea Bridge. Era un progetto del Metropolitan Board of Works. L'impresa che realizzò l'opera era Thomas Brassey. La spinta iniziale fu dettata dalla necessità di fornire Londra di un moderno sistema fognario. Un'altra considerazione importante fu quella di dare sollievo alla congestione sullo Strand e Fleet Street.
Il progetto prevedeva la costruzione al di fuori della riva del Tamigi, restringendo il letto del fiume. I lavori di costruzione richiedevano l'acquisto e la demolizione di gran parte delle proprietà lungo il fiume con un costo molto elevato. Il tunnel per la District Railway venne costruito all'interno dell'Embankment e coperto per costruirvi sopra la strada. La riva del fiume venne costruita in granito e vennero realizzate delle condotte forzate destinate ad essere aperte con la bassa marea per immettere i liquami diluiti quando le piogge inondavano il sistema. Vennero interrati per dare un supporto al sistema di drenaggio e per rinuovere periodicamente i banchi di fango.
Al livello stradale, in aggiunta alle nuove arterie, vennero realizzati due giardini pubblici. Uno di questi addossato agli edifici governativi di Whitehall e l'altro che andava da Hungerford Bridge a Waterloo Bridge. I giardini contenevano molte statue, tra cui un monumento a Bazalgette. La sezione dei giardini tra il Ponte di Waterloo e la stazione di Charing Cross comprendeva anche un grande palco dove venivano dati spettacoli musicali e il palazzo sul fiume del 1626 dell'ex York House costruito per il duca di Buckingham.
La sezione di Victoria fu la più complessa delle tre realizzate. Era molto più grande, più complessa e più significativa per la metropoli rispetto alle altre due e venne ufficialmente inaugurata il 13 luglio 1870 dal principe di Galles e dalla principessa Luisa. Quando la gente si riferisce a "the Embankment" di solito pensa a quello di Victoria. Il costo totale della costruzione fu stimato £ 1.260.000 e l'acquisto di immobili da demolire in £ 450.000. Il costo totale comprende quello dei materiali utilizzati per la costruzione del rilevato.
La costruzione del Victoria Embankment si rivelò difficile a causa della dimensione dell'opera. Il Parlamento assicurò che il lavoro sarebbe durato tre anni, ma la realtà fu ben diversa. C'era una forza lavoro inadeguata e alcune questioni nella progettazione e difficoltà negli espropri crearono dei ritardi. Vi fu anche la difficoltà di acquisire le autorizzazioni per mantenere l'accesso dei battelli a vapore a Westminster e Hungerford. Inoltre, tempo e denaro vennero persi nella sperimentazione di un nuovo tipo di cofferdam, una struttura utilizzata per mantenere l'acqua fuori dal cantiere, di fondamentale importanza per la costruzione degli argini lungo la riva del Tamigi.

### Elettrificazione
Nel dicembre 1878 il Victoria Embankment fu la prima strada delle isole britanniche ad essere illuminata con un impianto elettrico. L'illuminazione venne realizzata con 20 Yablochkov candles alimentate da un generatore elettrico. Il 16 marzo 1879 il sistema venne esteso con altre 40 lampade e il 10 ottobre con ulteriori 55. In precedenza l'illuminazione era realizzata con lampade a gas, e nel giugno 1884 l'illuminazione a gas venne ripristinata in quanto l'elettricità non era ancora competitiva.

## Strade
Il Victoria Embankment (parte della strada A3211) inizia dal Westminster Bridge, appena a nord del Palazzo di Westminster e segue il corso della riva nord del Tamigi, passando per Hungerford Bridge e Waterloo Bridge, prima di terminare al Blackfriars Bridge nella City. Shell Mex House, il Savoy Hotel e Savoy Place si trovano tra Embankment e lo Strand.

## Trasporti

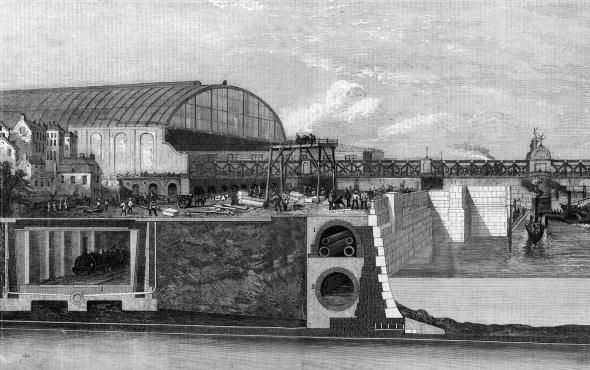
Sezione del Victoria Embankment a Charing Cross mostrante la ferrovia sotterranea

Le stazioni della metropolitana lungo Victoria Embankment sono Westminster, Embankment, Charing Cross, Temple e Blackfriars. L'ex stazione di Aldwych (chiusa nel 1994) si trovava nelle vicinanze. Il bus N550 è l'unico che serve la rotta lungo l'Embankment, in servizio notturno quando la metropolitana è chiusa. Victoria Embankment era anche il capolinea sud del Kingsway Tramway Subway ed era anche servito dal tram fino al 1952.
Le imbarcazioni del London River Services operano tra Westminster Millennium Pier, Embankment Pier e Blackfriars Millennium Pier lungo Victoria Embankment. Crociere sul Tamigi operano da Savoy Pier.
La London's East-West Cycle Superhighway, una pista ciclabile su marciapiede protetto che attraversa tutta Londra, corre lungo la maggior parte del Victoria Embankment: è stata inaugurata nel 2016.

## Sviluppo come città imperiale
Gli embankments vennero progettati come un contributo al lustro della capitale dell'Impero britannico. John Thwaites, il presidente del Metropolitan Board of Words, fece notare che gli embankments furono un passo importante nel rendere Londra riconosciuta come città imperiale esemplare, e che furono la più grande opera pubblica realizzata a Londra. Questo potere imperiale era rappresentato dalla grandezza degli embankments ed era visibile nel modo in cui la tecnologia riusciva a controllare la natura, collegando l'esperienza di Londra con le rivalità globali di altre potenze imperiali. Sulle sponde del fiume vennero realizzati nuovi pontili per i battelli a vapore e scale per l'accesso al fiume. A livello del terreno vennero realizzati filari di alberi lungo assi stradali e pedonali, vialetti con pavimentazione in pietra di York e lampioni decorativi per l'illuminazione a gas nella parte superiore del parapetto.

## Monumenti
Lungo il Victoria Embankment sono ormeggiate permanentemente le navi HMS President, HMS Wellington e PS Tattershall Castle.
Si trovano anche i monumenti: memorial General Charles Gordon, Royal Air Force Memorial, National Submarine War Memorial, Battle of Britain Monument, Cleopatra's Needle e il moderno Cleopatra's Kiosk.